# 徒労
| ウィキペディアには「徒労」という見出しの百科事典記事はありません（タイトルに「徒労」を含むページの一覧/「徒労」で始まるページの一覧）。 代わりにウィクショナリーのページ「徒労」が役に立つかもしれません。 |